# Galatás (Étolie-Acarnanie)
Pour les articles homonymes, voir Galata (homonymie).
Galatás (grec moderne : Γαλατάς) est une localité située dans le dème de Naupactie, dans le district régional d'Étolie-Acarnanie, dans la périphérie de Grèce-Occidentale, en Grèce.
Selon le recensement de 2021, elle compte 891 habitants.